# ATP (Metropolitanstadt Genua)
Die Azienda Trasporti Provinciali, kurz ATP, ist ein als Aktiengesellschaft eingetragenes Überlandverkehrsunternehmen in der italienischen Metropolitanstadt Genua. Das Unternehmen des Öffentlichen Verkehrs verbindet neben den 67 Gemeinden der Metropolitanstadt Genua auch Kommunen in den ligurischen Nachbarprovinzen Provinz Savona (Varazze, Urbe) und der Provinz La Spezia (Maissana, Varese Ligure, Carro, Moneglia, Deiva Marina, Framura, Bonassola und Levanto). Außerdem bietet ATP interregionale Busverbindungen nach Ottone (Provinz Piacenza), Bedonia (Provinz Parma) und Arquata Scrivia (Provinz Alessandria) an.

## Geschichte
Die Gründung des Unternehmens geht auf den 21. Dezember 2005 zurück, als sich in Genua die zwei größten öffentlichen Verkehrsunternehmen, die Tigullio Pubblici Trasporti S.p.A. und die Autolinee Liguri Provincia di Genova S.p.A. (ALI) zu einem einzigen großen Unternehmen zusammenschlossen. Beide Gesellschaften operierten hauptsächlich in der ligurischen Hauptstadt und in dessen Provinz.
Die Tigullio Pubblici Trasporti S.p.A. war schon zuvor in den Händen der Provinzregierung gewesen und hatte seine Verkehrslinien größtenteils am Golfo Paradiso, in Tigullien und im Hinterland von Chiavari – hier in erster Linie im Val Fontanabuona, Val Graveglia, Val Petronio, Valle Sturla und dem Val d’Aveto.
Die ALI ging 2003 aus der AMT Extra, des großen Mutterunternehmens AMT, hervor. Die AMT Extra war für die extraurbanen Verbindungen im Großraum Genua zuständig gewesen.

## Das Unternehmen
Die Anteilseigner der Aktiengesellschaft sind die Metropolitanstadt Genua zu 66,16 % und die Provinz La Spezia mit 3,30 % sowie die Gemeinden Chiavari (8,98 %), Rapallo (7,12 %), Sestri Levante (6,86 %), Lavagna (4,05 %) und Santa Margherita Ligure (3,53 %).
Bei ATP sind 455 Personen angestellt. Das Liniennetz hat eine Gesamtlänge von circa 1700 Kilometern auf dem die 275 Überlandbusse der Gesellschaft operieren. Das mittlere Alter des Fuhrparks beträgt ungefähr acht Jahre. Täglich werden im Schnitt 27.000 Passagiere befördert, im Jahr etwa 10.000.000.